# Подвальный, Сергей Викторович
Сергей Викторович Подвальный (1967—2005) — старший оперуполномоченный Отряда Милиции Специального Назначения криминальной милиции Министерства внутренних дел по Республике Дагестан, майор милиции, участник первой и второй чеченской войны, Герой Российской Федерации (4.04.2006, посмертно).

## Биография
Сергей Подвальный родился 13 октября 1967 года в городе Махачкала Дагестанской АССР, русский.
Учился в Махачкалинской средней школе № 4, окончил Дагестанский политехнический институт.
В 1995 году поступил на службу в ОМОН связистом. После прохождения переподготовки стал специалистом по тактике освобождения заложников. Освобождал в 1996 году заложников в Кизляре и Первомайском. В 1999 году участвовал в боях с международными бандформированиями в Цумадинском и Ботлихском районах и в Кадарской зоне. С 15 декабря 2003 года по 12 января 2004 года участвовал в боевых действиях против чеченских боевиков бандформирования Руслана Гелаева, вторгшихся на территорию Цумадинского и Цунтинского районов Дагестана.

## Подвиг
9 октября 2005 года по оперативной информации стало известно о нахождении в доме №40 по улице Первомайская в Махачкале активных членов незаконных вооруженных формирований, готовивших крупный террористический акт. Передовая группа бойцов, во главе которой находился Сергей Подвальный, блокировала дом с боевиками. В ходе боя один из бойцов спецназа, входивший в состав передовой группы, был тяжело ранен. Лишившись возможности передвигаться, он находился на пути боевиков. Подвальный, прикрывая товарища прицельным огнём, ранил одного из преступников. Воспользовавшись коротким затишьем, он попытался вывести сотрудников из-под обстрела, однако ответной автоматной очередью был ранен в обе ноги. Истекая кровью, Сергей продолжал прикрывать огнём своего товарища, помогая подоспевшему сотруднику эвакуировать раненого бойца. Несмотря на полученное ранение, майор перекатился за угол дома, чтобы занять лучшую позицию, но взрыв гранаты перебил ему нижнюю часть позвоночника. Слабеющими руками Сергей сорвал с разгрузки гранату в тот момент, когда боевик приблизился к нему…. При проведении данной операции также погиб Абдурагимов Магомедшамиль, которому было присвоено звание Героя России посмертно.

## Награды
Указом Президента Российской Федерации № 315 от 4 апреля 2006 года за «мужество и самоотверженные действия, проявленные при выполнении специального задания» майору милиции Подвальному Сергею Викторовичу присвоено звание Героя Российской Федерации (посмертно). Награждён медалью ордена «За заслуги перед Отечеством» 2-й степени, медалью «За отвагу», другими медалями.

## Память
Имя Подвального С. В. присвоено улице в Кировском районе Махачкалы. Во дворе средней школы № 4 в торжественной обстановке ему был открыт бюст.